# Kensington Oval
El Kensington Oval es un estadio situado al oeste de la ciudad capital de Bridgetown en la isla de Barbados. Se trata de la instalación deportiva por excelencia de la isla y se utiliza principalmente para el críquet, aunque también es usada alternativamente para el fútbol. Conocido localmente como "La Meca" del críquet, ha sido sede de muchos partidos importantes y emocionantes de críquet entre los equipos locales, regionales e internacionales durante sus más de 120 años de historia.
La práctia del críquet en el Oval se inició en 1882 cuando el Pickwick Cricket Club asumió la propiedad formal del campo.